# Вакцина Codagenix проти COVID-19
Вакцина Codagenix, інша назва COVI-VAC, торгова назва CDX-005 — кандидат на вакцину проти COVID-19, який розробляється британською компанією «Codagenix, Inc» та Інститутом сироватки крові Індії. Основою вакцини є живий ослаблений вірус SARS-CoV-2. Технологія, яка застосована для розробки цієї вакцини, заснована на генетичній модифікації патогену, яка спричинює сповільнення його реплікації в клітинах, що запобігає розвитку хвороби заболевания, при чому людський організм зазнав впливу повноцінного живого вірусу. Вакцина «Codagenix» належить до аттенуйованих вакцин, та застосовується інтраназально одноразово, і для її зберігання достатньо звичайного холодильника. Клінічне дослідження вакцини розпочалось у грудні 2020 року на групі з 48 осіб у Великій Британії, та мало закінчитись у червні 2021 року.
Співзасновник та головний науковий директор «Codagenix», доцент Університету Стоуні-Брук в Нью-Йорку Штеффен Мюллер є співавтором вакцинної платформи, яка отримала назву SAVE (Synthetic Attenuated Virus Engineering — синтетична інженерія аттенуйованих вірусів) — методу створення ослаблених синтетичних вірусів, у яких остаточно блокується можливість відновлення вірулентності. Цей метод може стати основою для створення нового класу так званих живих (або аттенуйованих) противірусних вакцин.